# Rzekuń
Rzekuń è un comune rurale polacco del distretto di Ostrołęka, nel voivodato della Masovia.
Copre una superficie di 135,5 km² e nel 2007 contava 9 146 abitanti.